# La Vacquerie-et-Saint-Martin-de-Castries
La Vacquerie-et-Saint-Martin-de-Castries (en occitan La Vacariá e Sant Martin de Castrias) est une commune française située dans le nord du département de l'Hérault, en région Occitanie. Elle provient de l'union en 1832 des deux anciennes communes de La Vacquerie et de Saint-Martin-de-Castries.
Exposée à un climat méditerranéen, aucun cours d'eau permanent n'est répertorié sur la commune. La commune possède un patrimoine naturel remarquable : un site Natura 2000 (le « causse du Larzac ») et quatre zones naturelles d'intérêt écologique, faunistique et floristique.
La Vacquerie-et-Saint-Martin-de-Castries est une commune rurale qui compte 202 habitants en 2022, après avoir connu un pic de population de 765 habitants en 1846. Ses habitants sont appelés les Vacquerois et Vacqueroises.

## Géographie
La commune de La Vacquerie-et-Saint-Martin-de-Castries est située sur le plateau calcaire du Causse du Larzac, plus exactement dans l'appendice méridional de ce dernier, entre le Cirque de Navacelles, Saint-Guilhem-le-Désert et Lodève.

### Accès
On peut accéder à la Vacquerie par 3 routes, la D25 venant de Saint-Pierre-de-la-Fage, par la même route mais dans l'autre sens donc via Saint-Maurice Navacelles, et pour finir depuis Saint-Guilhem-le-Désert via le col du vent.
Une variante du sentier de grande randonnée "Chemin de Saint-Guilhem-le-Désert" traverse le village.

### Hydrographie
Le ruisseau de Camp Biel, le ruisseau des Poujols, le ruisseau de la Fagette sont les principaux cours d'eau parcourant la commune.

### Communes limitrophes

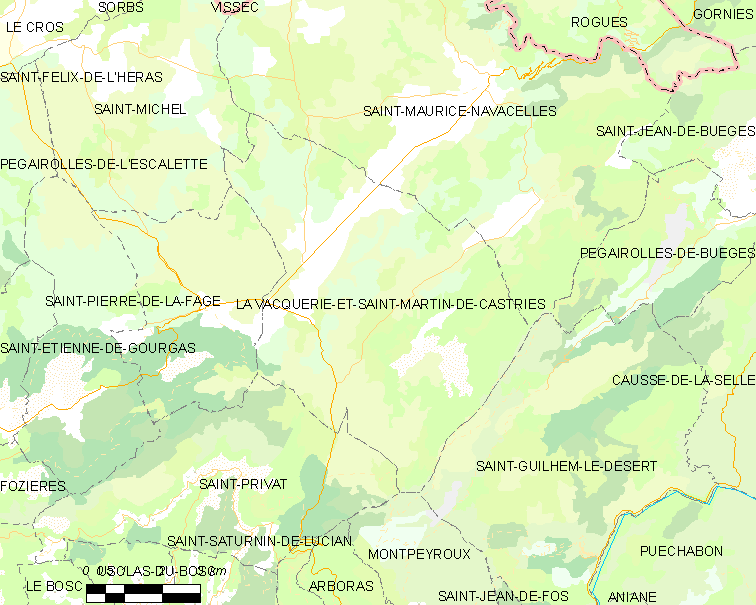
Carte.

| Saint-Michel            | Saint-Maurice-Navacelles                 |                         |
| Saint-Pierre-de-la-Fage | La Vacquerie-et-Saint-Martin-de-Castries | Saint-Guilhem-le-Désert |
| Saint-Privat            | Montpeyroux                              |                         |

### Climat
Pour des articles plus généraux, voir Climat de l'Occitanie et Climat de l'Hérault.
En 2010, le climat de la commune est de type climat méditerranéen franc, selon une étude s'appuyant sur une série de données couvrant la période 1971-2000. En 2020, Météo-France publie une typologie des climats de la France métropolitaine dans laquelle la commune est exposée à un climat méditerranéen et est dans la région climatique  Provence, Languedoc-Roussillon, caractérisée par une pluviométrie faible en été, un très bon ensoleillement (2 600 h/an), un été chaud (21,5 °C), un air très sec en été, sec en toutes saisons, des vents forts (fréquence de 40 à 50 % de vents > 5 m/s) et peu de brouillards.
Pour la période 1971-2000, la température annuelle moyenne est de 10,2 °C, avec une amplitude thermique annuelle de 15 °C. Le cumul annuel moyen de précipitations est de 1 243 mm, avec 8,9 jours de précipitations en janvier et 4,2 jours en juillet. Pour la période 1991-2020, la température moyenne annuelle observée sur la station météorologique installée sur la commune est de 12,0 °C et le cumul annuel moyen de précipitations est de 1 302,2 mm,. Pour l'avenir, les paramètres climatiques de la commune estimés pour 2050 selon différents scénarios d'émission de gaz à effet de serre sont consultables sur un site dédié publié par Météo-France en novembre 2022.
| Mois                                  | jan.          | fév.           | mars          | avril         | mai           | juin          | jui.          | août          | sep.          | oct.          | nov.          | déc.          | année      |
| ------------------------------------- | ------------- | -------------- | ------------- | ------------- | ------------- | ------------- | ------------- | ------------- | ------------- | ------------- | ------------- | ------------- | ---------- |
| Température minimale moyenne (°C)     | 0,5           | 0,3            | 2,5           | 5             | 8             | 11,7          | 14            | 13,7          | 10,6          | 8             | 4,6           | 1,5           | 6,7        |
| Température moyenne (°C)              | 4,3           | 4,7            | 7,6           | 10,5          | 13,8          | 18,2          | 21            | 20,8          | 17            | 12,8          | 8,2           | 5,2           | 12         |
| Température maximale moyenne (°C)     | 8             | 9,1            | 12,7          | 15,9          | 19,6          | 24,6          | 28            | 27,9          | 23,3          | 17,6          | 11,9          | 8,9           | 17,3       |
| Record de froid (°C) date du record   | −11 11.01.10  | −12,3 27.02.18 | −8,6 09.03.10 | −4 08.04.21   | −0,5 07.05.19 | 4,7 13.06.19  | 7,5 16.07.16  | 6,2 31.08.10  | 2,9 20.09.12  | −3,5 30.10.12 | −7,7 27.11.10 | −9,3 12.12.12 | −12,3 2018 |
| Record de chaleur (°C) date du record | 19,8 01.01.22 | 22,7 27.02.19  | 25,3 31.03.12 | 27,9 08.04.11 | 31,1 21.05.22 | 40,4 28.06.19 | 37,3 16.07.22 | 40,8 23.08.23 | 33,4 17.09.19 | 29,1 03.10.11 | 23,9 11.11.15 | 21 31.12.21   | 40,8 2023  |
| Précipitations (mm)                   | 107,1         | 98,3           | 139,6         | 133,7         | 108,9         | 61            | 38,5          | 57,5          | 93,6          | 195           | 181,9         | 87,1          | 1 302,2    |

### Milieux naturels et biodiversité

#### Réseau Natura 2000

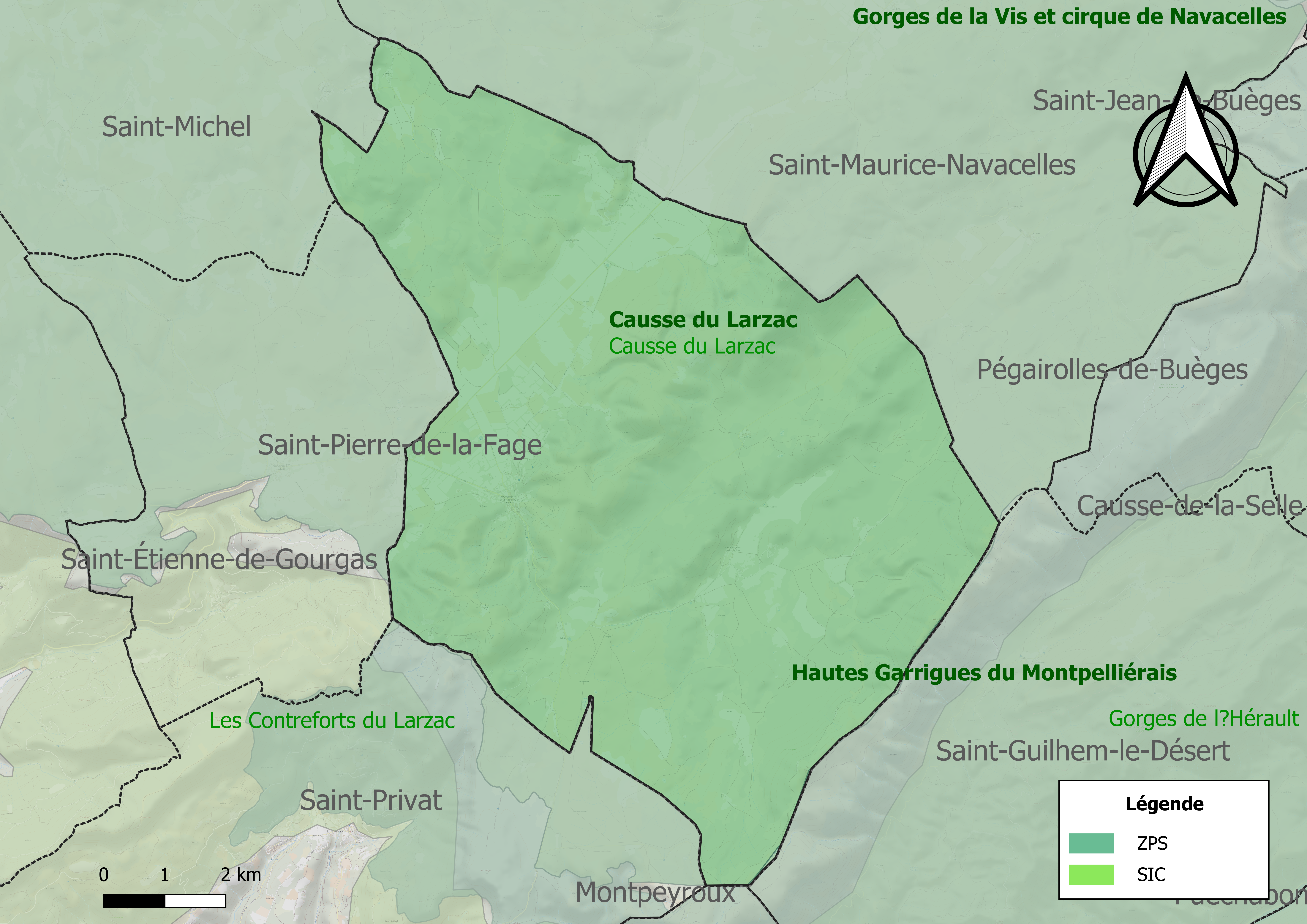
Sites Natura 2000 sur le territoire communal.

Le réseau Natura 2000 est un réseau écologique européen de sites naturels d'intérêt écologique élaboré à partir des directives habitats et oiseaux, constitué de zones spéciales de conservation (ZSC) et de zones de protection spéciale (ZPS).
Un site Natura 2000 est défini sur la commune tant au titre de la directive oiseaux, que de la directive habitats, le « causse du Larzac ». D'une superficie de 29 556 ha, il fait partie des causses méridionaux, un ensemble régional original unique en Europe. Il est le plus grand ensemble de formations herbeuses sèches semi-naturelles en France et abrite un grand nombre d’espèces endémiques. Ce site abrite 17 espèces d'oiseaux d'intérêt communautaire pour la plupart liées pour leur reproduction et/ou leur alimentation aux milieux ouverts (dont le Bruant ortolan, le Pipit rousseline, l'Alouette lulu, la Pie-grièche écorcheur, etc… en effectifs bien représentées par rapport à la moyenne nationale),.

#### Zones naturelles d'intérêt écologique, faunistique et floristique
L’inventaire des zones naturelles d'intérêt écologique, faunistique et floristique (ZNIEFF) a pour objectif de réaliser une couverture des zones les plus intéressantes sur le plan écologique, essentiellement dans la perspective d’améliorer la connaissance du patrimoine naturel national et de fournir aux différents décideurs un outil d’aide à la prise en compte de l’environnement dans l’aménagement du territoire.
Trois ZNIEFF de type 1 sont recensées sur la commune :
- le « chaos dolomitique de la Vacquerie » (758 ha), couvrant 3 communes du département[11] ;
- le « Mont Saint-Baudille » (550 ha), couvrant 4 communes du département[12],
- la « plaine de la Barre » (1 135 ha), couvrant 2 communes du département[13] ;

et une ZNIEFF de type 2, : 
le « causse et contreforts du Larzac et montagne de la Séranne » (44 035 ha), couvrant 33 communes dont une dans l'Aveyron, deux dans le Gard et 30 dans l'Hérault.

Carte des ZNIEFF de type 1 et 2 à La Vacquerie-et-Saint-Martin-de-Castries.
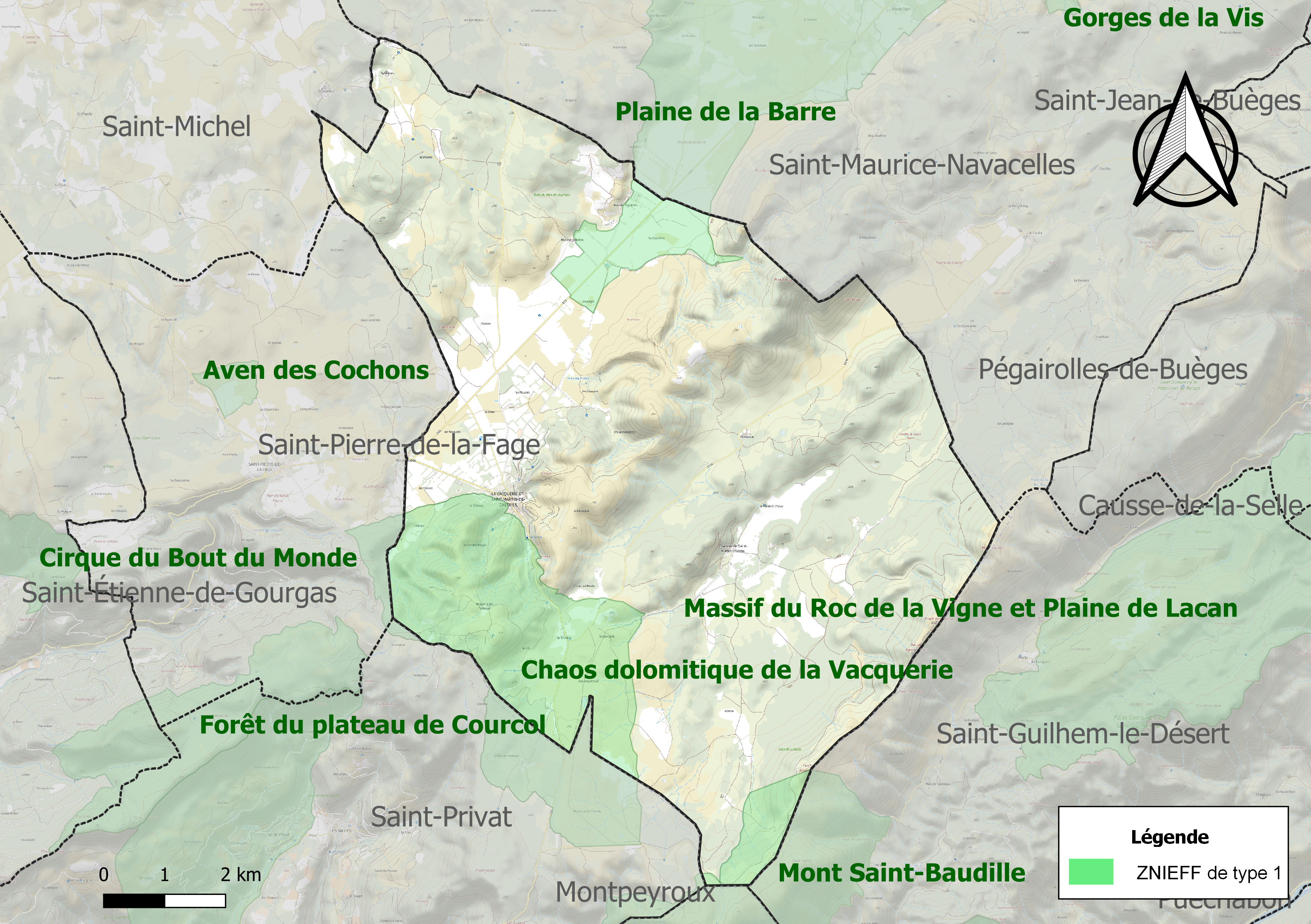
Carte des ZNIEFF de type 1 sur la commune.
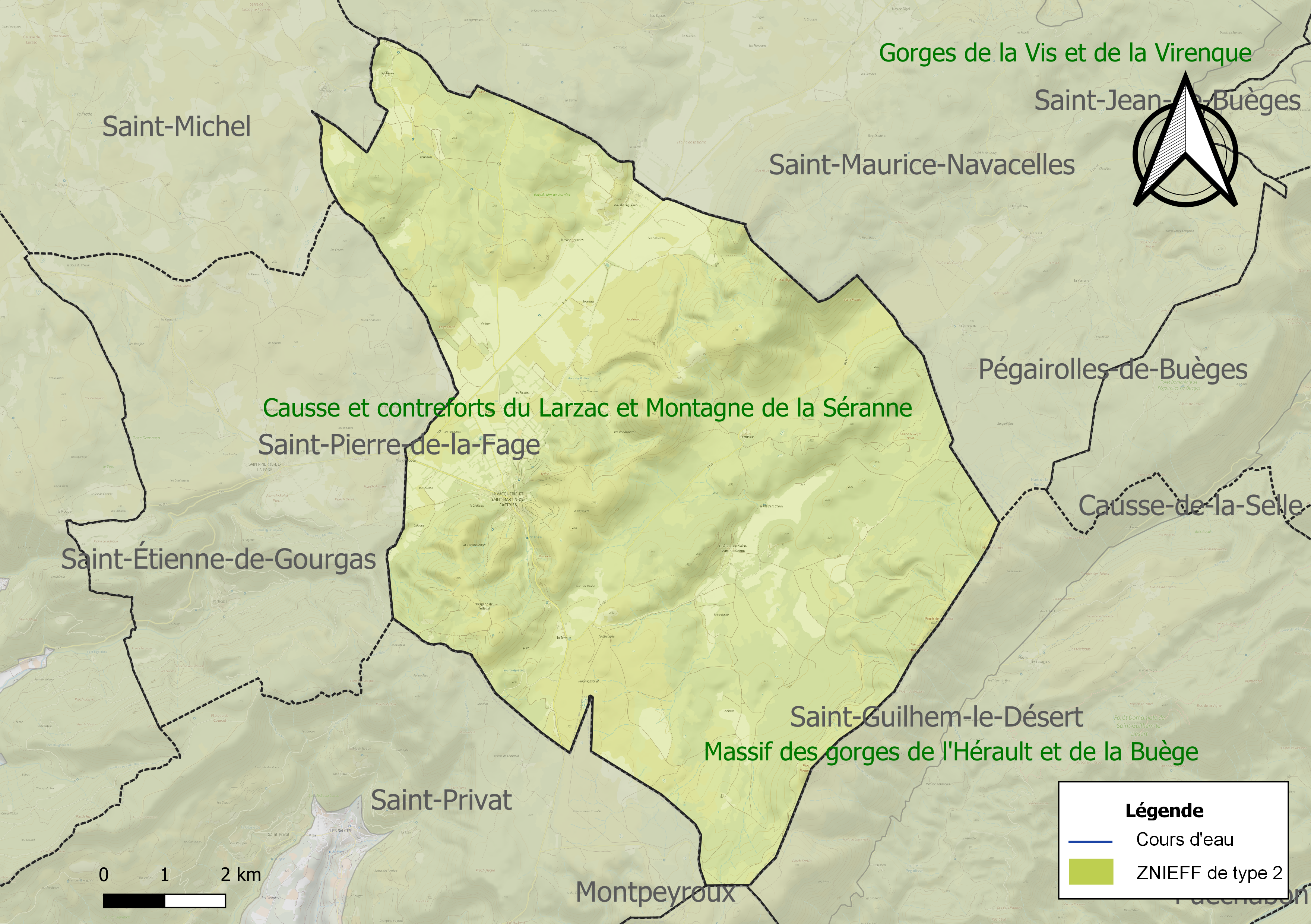
Carte de la ZNIEFF de type 2 sur la commune.

## Urbanisme

### Typologie
Au 1er janvier 2024, La Vacquerie-et-Saint-Martin-de-Castries est catégorisée commune rurale à habitat dispersé, selon la nouvelle grille communale de densité à sept niveaux définie par l'Insee en 2022.
Elle est située hors unité urbaine et hors attraction des villes,.

### Occupation des sols
L'occupation des sols de la commune, telle qu'elle ressort de la base de données européenne d’occupation biophysique des sols Corine Land Cover (CLC), est marquée par l'importance des forêts et milieux semi-naturels (85,1 % en 2018), en augmentation par rapport à 1990 (83,8 %). La répartition détaillée en 2018 est la suivante : 
milieux à végétation arbustive et/ou herbacée (56,8 %), forêts (28,3 %), prairies (7,8 %), zones agricoles hétérogènes (7,1 %). L'évolution de l’occupation des sols de la commune et de ses infrastructures peut être observée sur les différentes représentations cartographiques du territoire : la carte de Cassini (XVIIIe siècle), la carte d'état-major (1820-1866) et les cartes ou photos aériennes de l'IGN pour la période actuelle (1950 à aujourd'hui).

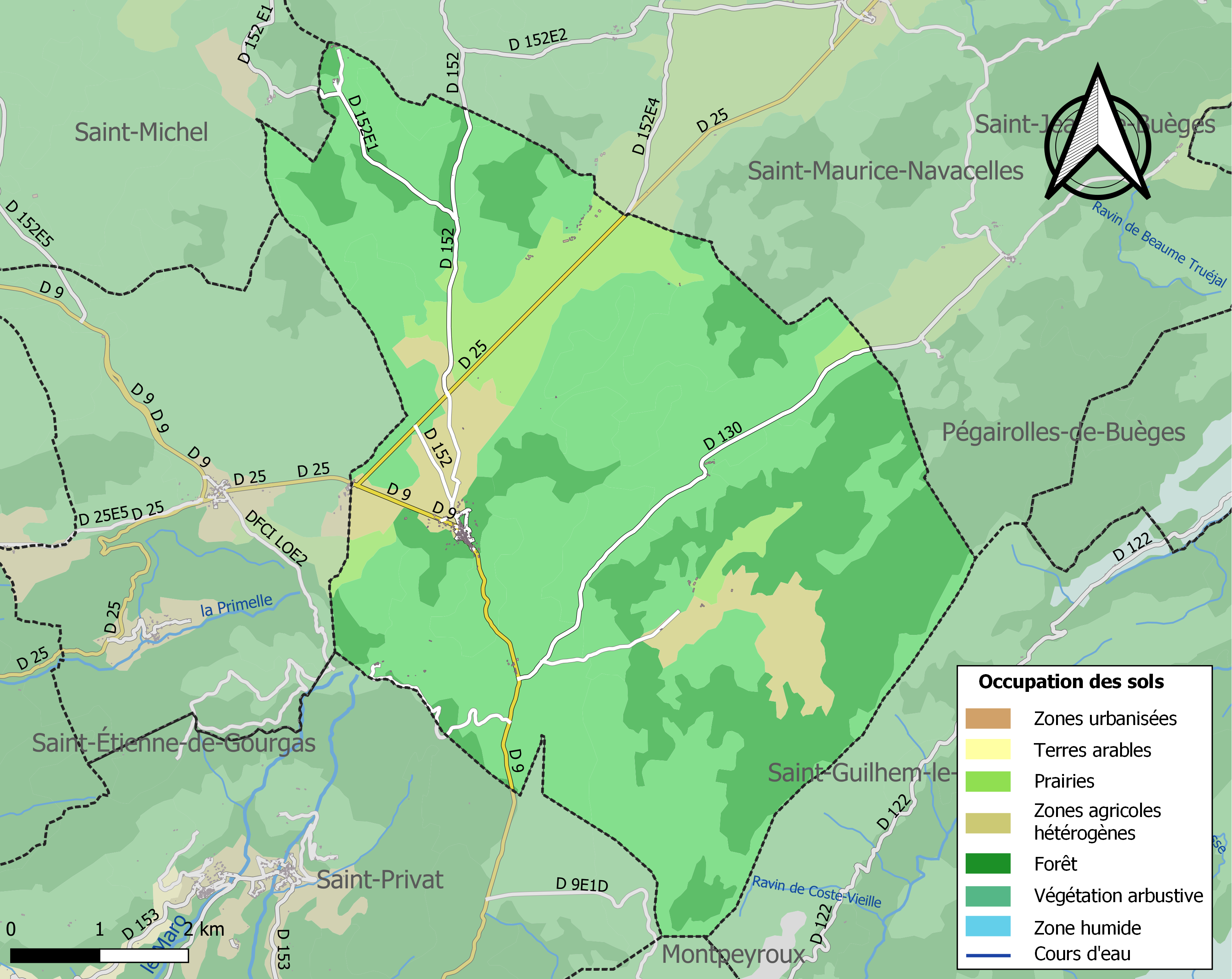
Carte des infrastructures et de l'occupation des sols de la commune en 2018 (CLC).

### Risques majeurs
Le territoire de la commune de La Vacquerie-et-Saint-Martin-de-Castries est vulnérable à différents aléas naturels : météorologiques (tempête, orage, neige, grand froid, canicule ou sécheresse), inondations et séisme (sismicité faible). Un site publié par le BRGM permet d'évaluer simplement et rapidement les risques d'un bien localisé soit par son adresse soit par le numéro de sa parcelle.
Certaines parties du territoire communal sont susceptibles d’être affectées par le risque d’inondation par débordement de cours d'eau, notamment le Maro. La commune a été reconnue en état de catastrophe naturelle au titre des dommages causés par les inondations et coulées de boue survenues en 1982, 1995 et 2015,.
La Vacquerie-et-Saint-Martin-de-Castries est exposée au risque de feu de forêt du fait de la présence sur son territoire. Un plan départemental de protection des forêts contre les incendies (PDPFCI) a été approuvé en juin 2013 et court jusqu'en 2022, où il doit être renouvelé. Les mesures individuelles de prévention contre les incendies sont précisées par deux arrêtés préfectoraux et s’appliquent dans les zones exposées aux incendies de forêt et à moins de 200 mètres de celles-ci. L’arrêté du 25 avril 2002 réglemente l'emploi du feu en interdisant notamment d’apporter du feu, de fumer et de jeter des mégots de cigarette dans les espaces sensibles et sur les voies qui les traversent sous peine de sanctions. L'arrêté du 11 mars 2013 rend le débroussaillement obligatoire, incombant au propriétaire ou ayant droit,.

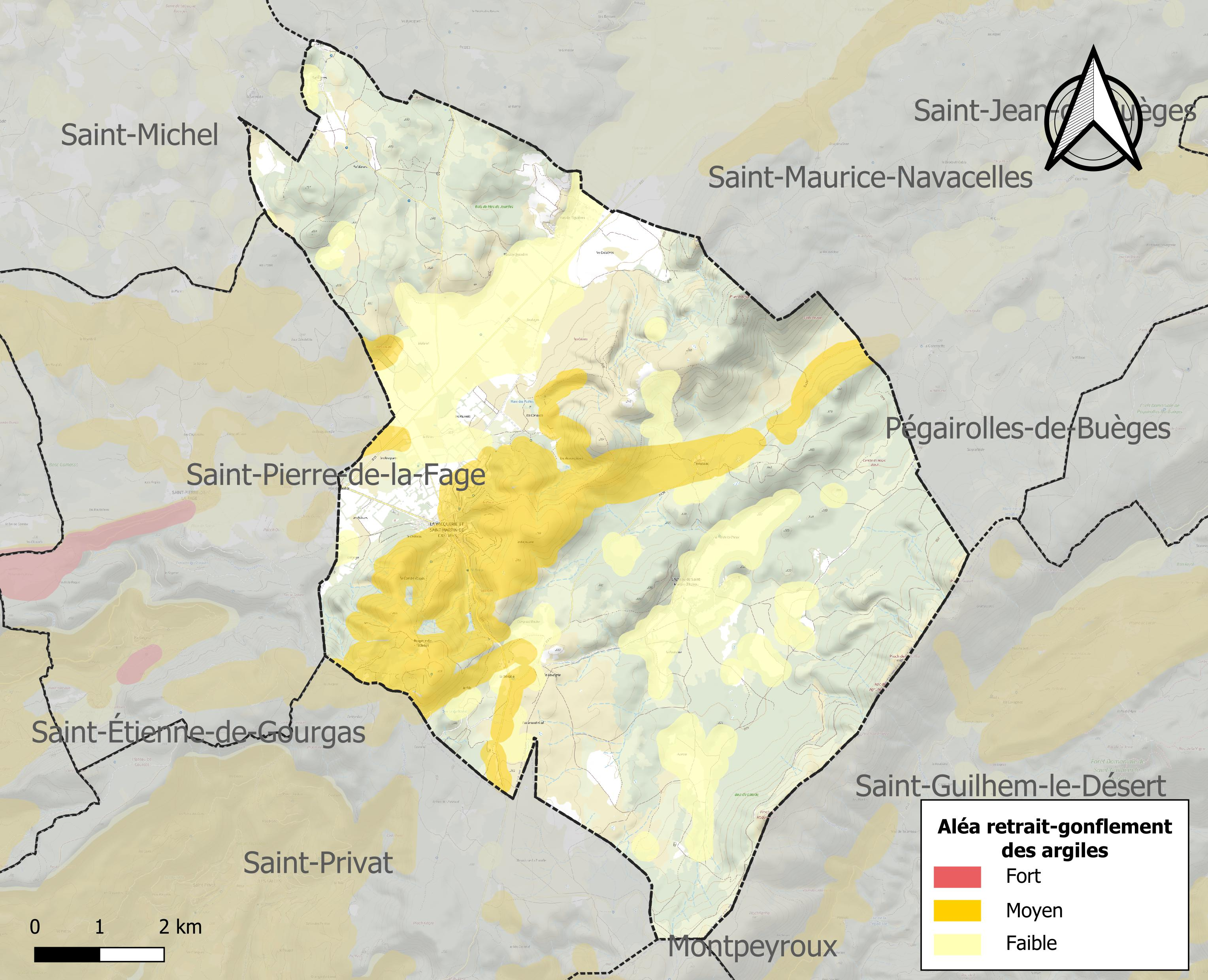
Carte des zones d'aléa retrait-gonflement des sols argileux de La Vacquerie-et-Saint-Martin-de-Castries.

Le retrait-gonflement des sols argileux est susceptible d'engendrer des dommages importants aux bâtiments en cas d’alternance de périodes de sécheresse et de pluie. 16,2 % de la superficie communale est en aléa moyen ou fort (59,3 % au niveau départemental et 48,5 % au niveau national). Sur les 170 bâtiments dénombrés sur la commune en 2019, 148 sont en aléa moyen ou fort, soit 87 %, à comparer aux 85 % au niveau départemental et 54 % au niveau national. Une cartographie de l'exposition du territoire national au retrait gonflement des sols argileux est disponible sur le site du BRGM,.
Par ailleurs, afin de mieux appréhender le risque d’affaissement de terrain, l'inventaire national des cavités souterraines permet de localiser celles situées sur la commune.

## Histoire

### Toponymie

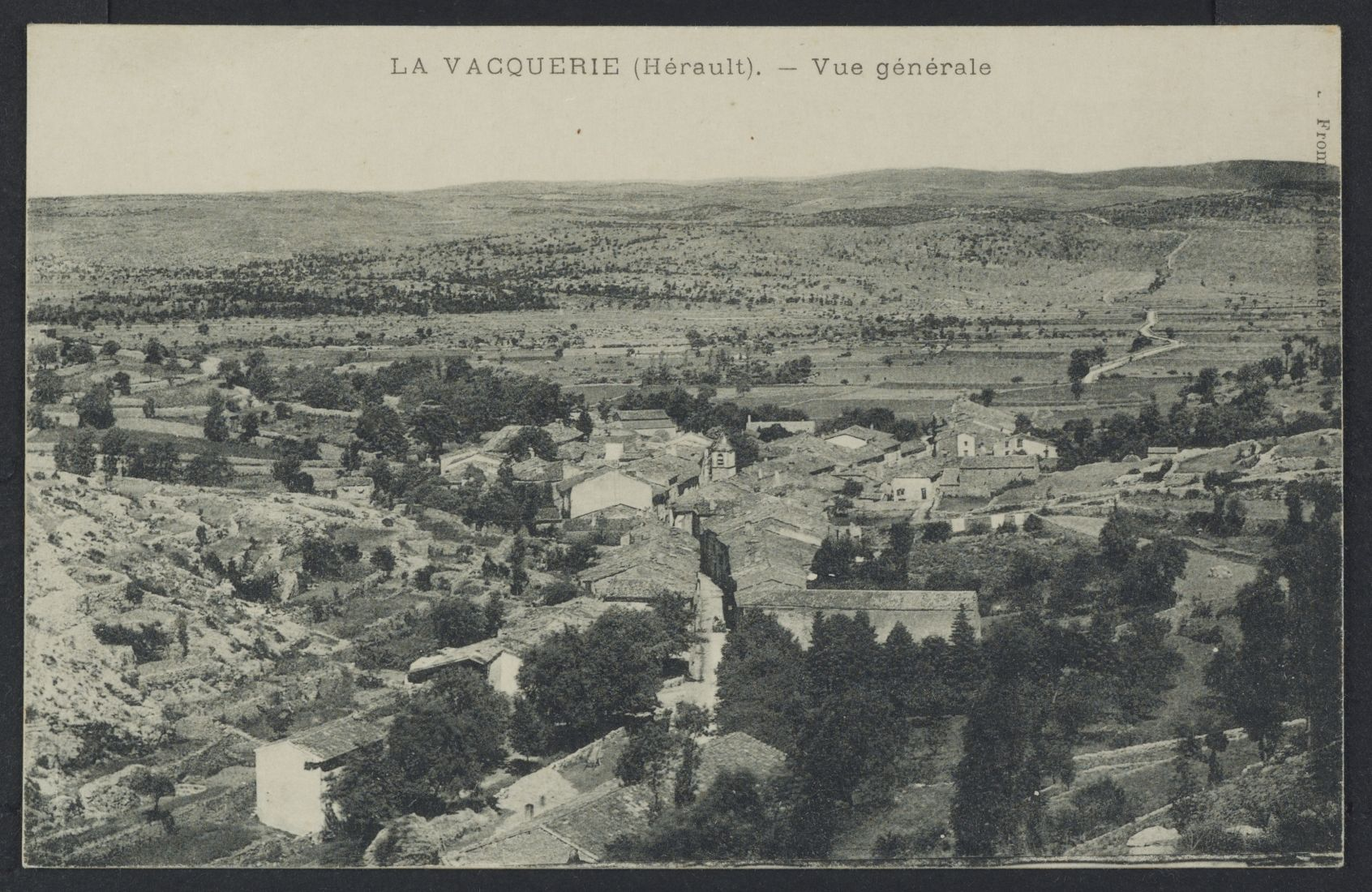
Vue générale du village (fin du XIXe siècle - début du XX^{e})

Le mot Vacquerie vient de vaccaria : lieu où paissent les vaches, terre inculte livrée au pâturage. Il dérive du latin classique vacca auquel le suffixe -aria a été combiné,,.
En 1832, la commune prend le nom de La Vacquerie-et-Saint-Martin-de-Castries.

### Préhistoire et Antiquité
De nombreux dolmens, tumulus, menhirs et cavités sépulcrales témoignent d'une démographie particulièrement développée au Néolithique final. L'aven de Saint-Martin d'Azirou présente des restes de construction, du matériel lithique typique du Rodézien ainsi que de la céramique. Dans la grotte sépulcrale de Maurous, explorée par le chanoine Joseph Giry, furent découverts neuf grands vases funéraires datant de l'âge du bronze, exposés aujourd'hui au Musée de Lodève Le grand dolmen de Ferrussac fut aussi utilisé comme sépulture collective.
Des « grottes-citernes » servaient à récupérer l’eau au chalcolithique et à l'âge du bronze. On trouve des traces d'habitat et d'enceintes datant de l'âge du cuivre sur les sites de Saint-Martin d'Azirou, Montsaloux, La Trivalle, Sablières et la Vernède et des vestiges de villas romaines et de trois voies antiques au lieu-dit la Trivalle.

### Période historique
En 807, le roi Louis le Pieux cède le lieu nommé Castries avec son église Saint Martin (aujourd'hui ruinée) à l'abbaye de Saint-Guilhem-le-Désert, fondée par Guillaume d'Orange, comte de Toulouse.
À partir du traité de Meaux en 1229, les évêques de Lodève deviennent les seigneurs de leur diocèse. Certains territoires continuent à ne pas dépendre de leur juridiction mais ressortent directement de Saint-Guilhem (une partie du village de la Vacquerie, la partie Nord-Est de la commune, Azirou et Saint-Martin de Castries).
En 1488, le camérier de l´abbaye de Saint-Guilhem cède à la famille de Vissec de Latude le domaine de Saint-Martin de Castries. La famille Vissec de Latude de Fontès possédera la seigneurie de Saint Martin-de-Castries jusqu'au XVIIIe siècle.
Durant les guerres de Religion, le village fut pris par les Catholiques en 1580.
Au XIXe siècle, La Vacquerie était idéalement située sur l'ancienne voie allant de Montpellier à Millau. En 1861, le percement de la route du Pas de l'Escalette, jusqu'alors seulement un sentier muletier, signa le déclin de sa population.

### Héraldique
Son blasonnement est :
| La Vacquerie-et-Saint-Martin-de-Castries | De gueules à une vache d'argent cornée, colletée, clarinée et sabotée d'azur, au chef cousu de sable chargé de deux croisettes d'argent, et à une crosse épiscopale d'or posée en pal passant derrière la vache et brochant sur le chef. |

## Politique et administration
| Période   | Période   | Identité        | Étiquette | Qualité                    |
| --------- | --------- | --------------- | --------- | -------------------------- |
| 1947      | 1971      | Joseph Derdevet |           |                            |
| 1971      | 1977      | Auguste Frantin |           |                            |
| 1977      | mars 2008 | Maurice Requi   |           |                            |
| mars 2008 | 2020      | Jean Barral     | SE        | Retraité de l'enseignement |
| 2020      | En cours  | Martine Baïsset |           |                            |

## Démographie
L'évolution du nombre d'habitants est connue à travers les recensements de la population effectués dans la commune depuis 1793. Pour les communes de moins de 10 000 habitants, une enquête de recensement portant sur toute la population est réalisée tous les cinq ans, les populations de référence des années intermédiaires étant quant à elles estimées par interpolation ou extrapolation. Pour la commune, le premier recensement exhaustif entrant dans le cadre du nouveau dispositif a été réalisé en 2007.

En 2022, la commune comptait 202 habitants, en évolution de +8,6 % par rapport à 2016 (Hérault : +7,49 %, France hors Mayotte : +2,11 %).
| 1793 | 1800 | 1806 | 1821 | 1831 | 1836 | 1841 | 1846 | 1851 |
| ---- | ---- | ---- | ---- | ---- | ---- | ---- | ---- | ---- |
| 480  | 622  | 659  | 559  | 604  | 743  | 685  | 765  | 725  |

| 1856 | 1861 | 1866 | 1872 | 1876 | 1881 | 1886 | 1891 | 1896 |
| ---- | ---- | ---- | ---- | ---- | ---- | ---- | ---- | ---- |
| 717  | 680  | 652  | 619  | 596  | 639  | 605  | 546  | 526  |

| 1901 | 1906 | 1911 | 1921 | 1926 | 1931 | 1936 | 1946 | 1954 |
| ---- | ---- | ---- | ---- | ---- | ---- | ---- | ---- | ---- |
| 522  | 533  | 426  | 335  | 312  | 273  | 228  | 186  | 142  |

| 1962 | 1968 | 1975 | 1982 | 1990 | 1999 | 2006 | 2007 | 2012 |
| ---- | ---- | ---- | ---- | ---- | ---- | ---- | ---- | ---- |
| 102  | 109  | 81   | 85   | 103  | 119  | 133  | 135  | 171  |

| 2017 | 2022 | - | - | - | - | - | - | - |
| ---- | ---- | - | - | - | - | - | - | - |
| 190  | 202  | - | - | - | - | - | - | - |

## Économie

### Revenus
En 2018, la commune compte 87 ménages fiscaux, regroupant 189 personnes. La médiane du revenu disponible par unité de consommation est de 15 820 € (20 330 € dans le département).

### Emploi
|                | 2008   | 2013   | 2018   |
| -------------- | ------ | ------ | ------ |
| Commune        | 11,1 % | 9 %    | 16,7 % |
| Département    | 10,1 % | 11,9 % | 12 %   |
| France entière | 8,3 %  | 10 %   | 10 %   |

En 2018, la population âgée de 15 à 64 ans s'élève à 113 personnes, parmi lesquelles on compte 72,8 % d'actifs (56,1 % ayant un emploi et 16,7 % de chômeurs) et 27,2 % d'inactifs,. Depuis 2008, le taux de chômage communal (au sens du recensement) des 15-64 ans est supérieur à celui de la France et du département.
La commune est hors attraction des villes,. Elle compte 44 emplois en 2018, contre 40 en 2013 et 35 en 2008. Le nombre d'actifs ayant un emploi résidant dans la commune est de 65, soit un indicateur de concentration d'emploi de 67,6 % et un taux d'activité parmi les 15 ans ou plus de 53,5 %.
Sur ces 65 actifs de 15 ans ou plus ayant un emploi, 33 travaillent dans la commune, soit 51 % des habitants. Pour se rendre au travail, 73,8 % des habitants utilisent un véhicule personnel ou de fonction à quatre roues, 1,5 % les transports en commun, 16,9 % s'y rendent en deux-roues, à vélo ou à pied et 7,7 % n'ont pas besoin de transport (travail au domicile).

### Activités hors agriculture
44 établissements sont implantés  à la Vacquerie-et-Saint-Martin-de-Castries au 31 décembre 2019. Le tableau ci-dessous en détaille le nombre par secteur d'activité et compare les ratios avec ceux du département,.
| Secteur d'activité                                                                                        | Commune | Commune | Département |
| Secteur d'activité                                                                                        | Nombre  | %       | %           |
| --- | ------- | ------- | ----------- |
| Ensemble                                                                                                  | 44      |         |             |
| Industrie manufacturière, industries extractives et autres                                                | 9       | 20,5 %  | (6,7 %)     |
| Construction                                                                                              | 4       | 9,1 %   | (14,1 %)    |
| Commerce de gros et de détail, transports, hébergement et restauration                                    | 12      | 27,3 %  | (28 %)      |
| Activités immobilières                                                                                    | 3       | 6,8 %   | (5,3 %)     |
| Activités spécialisées, scientifiques et techniques et activités de services administratifs et de soutien | 10      | 22,7 %  | (17,1 %)    |
| Administration publique, enseignement, santé humaine et action sociale                                    | 1       | 2,3 %   | (14,2 %)    |
| Autres activités de services                                                                              | 5       | 11,4 %  | (8,1 %)     |

Le secteur du commerce de gros et de détail, des transports, de l'hébergement et de la restauration est prépondérant sur la commune puisqu'il représente 27,3 % du nombre total d'établissements de la commune (12 sur les 44 entreprises implantées  à la La Vacquerie-et-Saint-Martin-de-Castries), contre 28 % au niveau départemental.

### Agriculture
La commune est dans le Causse du Larzac, une petite région agricole occupant  une partie du nord du département de l'Hérault. En 2020, l'orientation technico-économique de l'agriculture  sur la commune est l'élevage d'équidés et/ou d'autres herbivores.
|               | 1988  | 2000  | 2010  | 2020  |
| ------------- | ----- | ----- | ----- | ----- |
| Exploitations | 8     | 11    | 9     | 10    |
| SAU (ha)      | 1 172 | 2 049 | 2 001 | 2 288 |

Le nombre d'exploitations agricoles en activité et ayant leur siège dans la commune est passé de 8 lors du recensement agricole de 1988  à 11 en 2000 puis à 9 en 2010 et enfin à 10 en 2020, soit une augmentation de 25 % en 32 ans. Le même mouvement est observé à l'échelle du département qui a perdu pendant cette période 67 % de ses exploitations,. La surface agricole utilisée sur la commune a quant à elle augmenté, passant de 1172 ha en 1988 à 2288 ha en 2020. Parallèlement la surface agricole utilisée moyenne par exploitation a augmenté, passant de 147 à 229 ha.

## Le village et ses environs

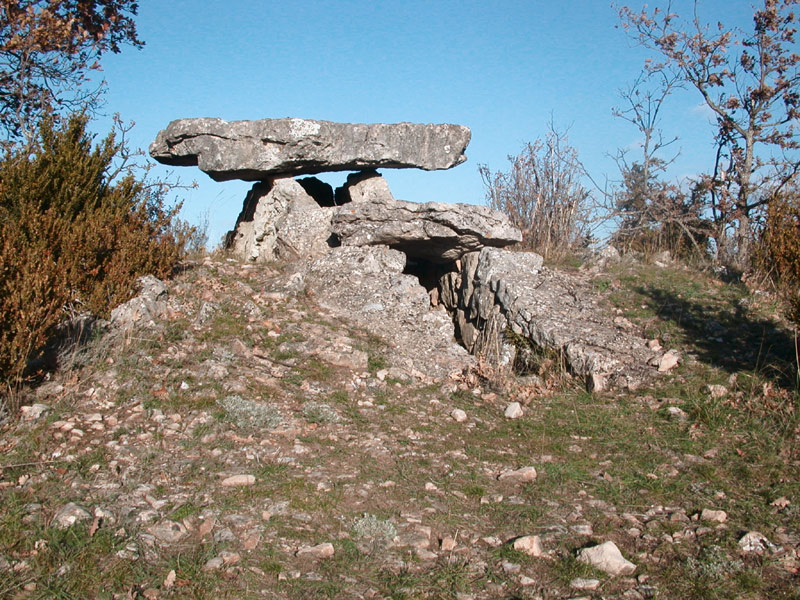
Dolmen de Costa Caouda.

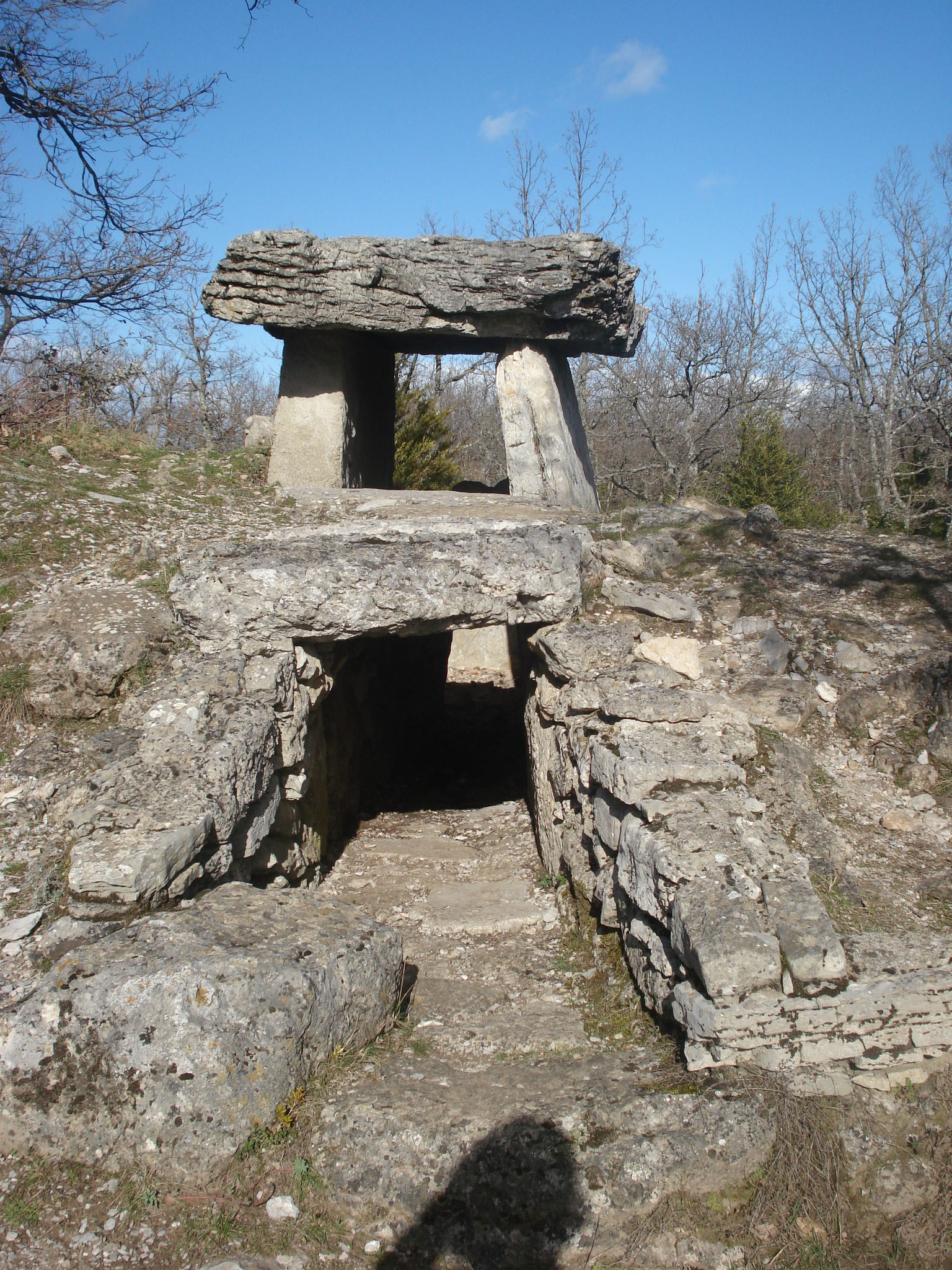
Grand dolmen de Ferrussac.

- Sur la place principale du village, la maison dite « du Bailly » montre une porte sculptée et une galerie du XVIIe siècle.
- Sur le territoire de la commune, le site expérimental d'architecture de Cantercel, fondé en 1989, intègre ses bâtiments contemporains à un site paysager. Il a pour vocation d'être un lieu de recherche, de formation et de sensibilisation à l’architecture environnementale.
- Le prieuré de Saint-Martin-de-Castries, qui fut une dépendance de l’abbaye de Saint-Guilhem-le-Désert, date du XIIe siècle. Son église, dont les ruines ont été restaurées en 2005, est la plus ancienne sur le plateau du Larzac. Les fouilles programmées de 2002 à 2006 sur le site ont révélé les vestiges d’un habitat d’époque carolingienne[35],[36].
- La commune de La Vacquerie-et-Saint-Martin-de-Castries compte également de très nombreux monuments mégalithiques comme les dolmens de Costa-Caouda, les deux dolmens de Ferrussac et un des quatre menhirs du Coulet.

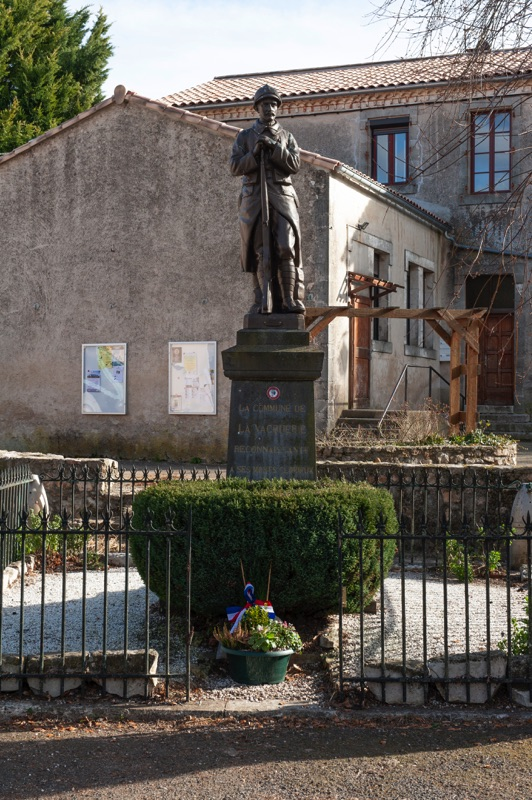
Le monument aux morts.

- Le monument aux morts, surmonté de la statue du Poilu au repos, réalisée par Étienne Camus.
- On notera également la présence sur le territoire de la commune, du site de Cantercel, lieu d'expérimentation en architecture organique[37].
- Église de l'Assomption-de-Notre-Dame dite aussi église Notre-Dame de La Vacquerie-et-Saint-Martin-de-Castries. L'édifice est référencé dans la base Mérimée et à l'Inventaire général Région Occitanie[38].

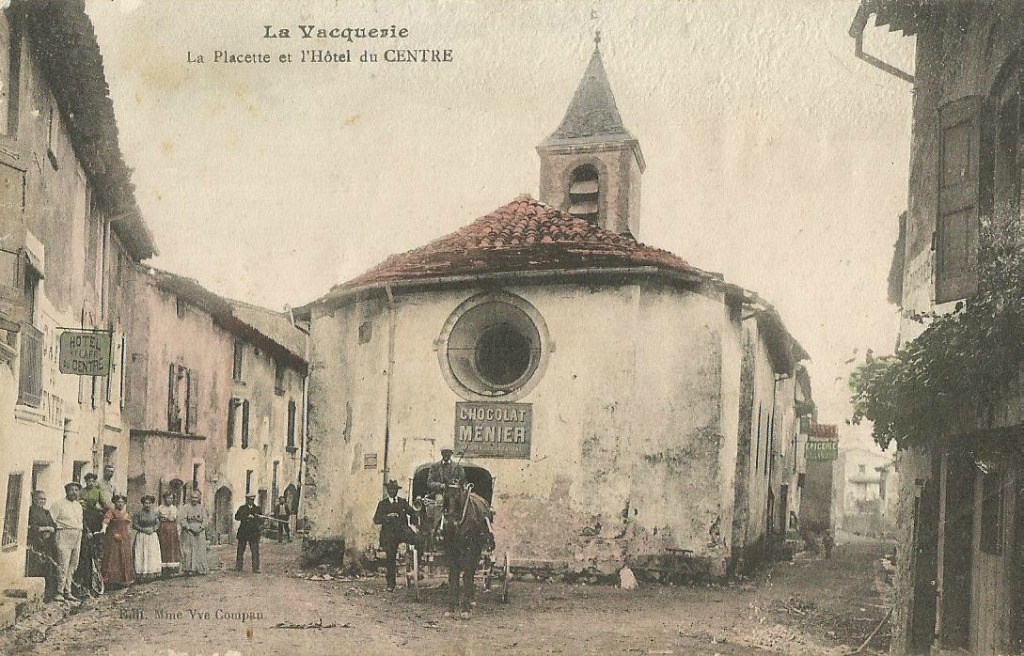
Église de l'Assomption-de-Notre-Dame dite aussi église Notre-Dame de La Vacquerie-et-Saint-Martin-de-Castries.

## Spéléologie
En spéléologie, plusieurs avens situés sur la commune sont parmi les plus remarquables du département de l'Hérault : 
- l'aven Barnabé a une profondeur de 312 mètres et un développement supérieur à 2 kilomètres.
- La grotte-cave de Vitalis, qui servit de cave à fromages, est la plus belle cavité de cette commune et une des plus réputées du causse du Larzac : elle fait 1 800 kilomètres de développement (accès interdit)[39].
- L'aven du Fonctionnaire, cavité située dans la grande plaine (polje) au nord du village a fait l'objet d'une coloration à la fluorescéine en 1972 (D. Caumont - CLPA) qui est ressortie à la source de la Clamouse quelque 17 kilomètres plus loin dans la vallée de l'Hérault[40]. Cette coloration a démontré l'existence d'un des plus importants réseaux souterrains (en développement et profondeur) entre les Pyrénées et les Alpes. La commune de La Vacquerie est une des communes du département de l'Hérault qui présente le plus important potentiel karstique et de ce fait un avenir spéléologique particulièrement important.

Une prolongement de 350 m a été trouvé dans le réseau inférieur en direction de l'est, la galerie s'appelle ̈"Au bonheur des maigres"
- La grotte-aven de Ferrussac d'exploration récente par le CLPA (2012) dont la profondeur actuelle provisoire atteint les -206 mètres, travaux en cours et l'aven de la Vipère (2015) - 85 mètres.

### Personnalités liées à la commune
- Le sculpteur Paul Dardé (1888-1963) tailla dans un bloc toujours visible près du dolmen de Costa Caouda la grossière ébauche de son œuvre L'Homme primitif (1931), destinée au Musée National de la Préhistoire des Eyzies-de-Tayac.
- L'homme d'Église, archéologue et spéléologue Joseph Giry (1905-2002), qui découvrit aussi la nécropole étrusque de Saint-Julien-de-Pézenas et poursuivit les fouilles de l'oppidum d'Ensérune, fut curé de La Vacquerie en 1934.